# 瑞士德语区

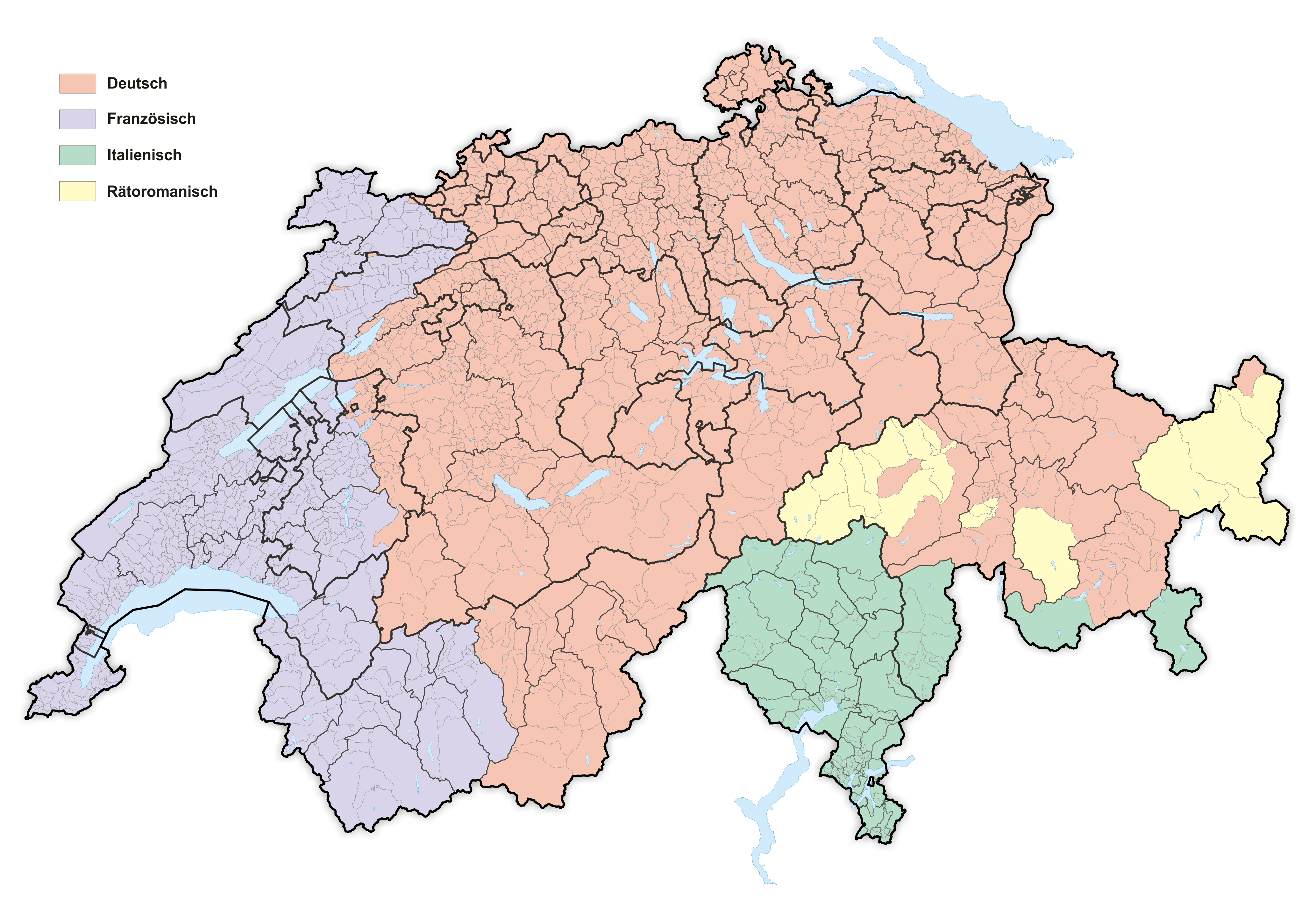
瑞士语言区 – 人口数据来源于2010年瑞士联邦统计署，地图为2019年1月版本
德语
(总人口占比65,6%，公民人口占比73,3%)
法语
(总人口占比22,8%，公民人口占比23,4%)
意大利语
(总人口占比8,4%，公民人口占比6,1%)
罗曼什语
(总人口占比0,6%，公民人口占比0,7%)

瑞士德语区（德語：Deutschschweiz）是瑞士联邦的地理区域，由德语或瑞士德语占主导地位的地区组成，但并非正式的行政区划。 瑞士德语区面积占瑞士领土的65％左右，主要包括瑞士西北部、瑞士东部、瑞士高原部分地区、瑞士中部和瑞士阿尔卑斯山脉大部分地区。瑞士德语区的人口约为590万，约占瑞士总人口的70％。瑞士的其他语言区域有瑞士法语区（音译为罗曼迪）、瑞士意大利语区和瑞士罗曼什语区。

## 语言

### 日常用语
瑞士德语是瑞士德语区使用的阿勒曼尼语方言的总称。瑞士标准德语在日常生活中很少使用，只有与不熟悉瑞士德语的人交流时才会使用，比如瑞士法语区和意大利语区居民、外国人或者新来的移民。在阿勒曼尼语区以外的地方，标准德语地位最高，而瑞士德语方言几乎在所有情况下都会被优先使用。瑞士德语作家胡戈·罗切尔在一篇文章中将瑞士德语区居民的这种语言情况描述为“一种语言中的双语”。 

### 手语
瑞士德语区使用瑞士德语手语。如果要表达外来语，则会优先使用瑞士法语区的瑞士法语手语，而德国手语或奥地利手语使用较少。也就是说瑞士德语区居民宁可使用自己国内的法语手语都不会优先考虑国外的德语手语。瑞士德语手语是一种独立的语言，其类别归属尚不明确，既不属于德语又不属于法语。 

### 官方语言
瑞士的几大语言区域并非行政区划。而且语言区之间的边界也不都是州与州的边界，也就是说有的州跨越语言区，具有不止一种官方语言。各州的官方语言不是由国家规定，而是由州政府自己决定。在瑞士26个联邦州中，有17个州将瑞士高地德语作为唯一的标准语和官方语言。还有四个州将瑞士高地德语作为官方语言之一：
- 伯尔尼州，弗里堡州和瓦莱州的官方语言是瑞士高地德语和法语。

- 格劳宾登州的官方语言是瑞士高地德语、意大利语和罗曼什语，而该州超过一半的居民使用瑞士高地德语及其变体。

## 文化边界

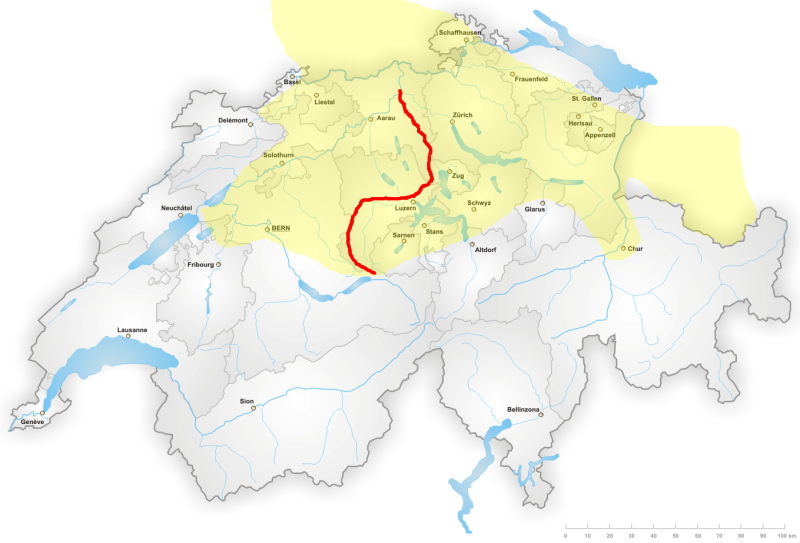
图中红线为文化边界布吕尼希-纳普夫-罗伊斯线，黄色区域为瑞士的高地阿勒曼尼语区

瑞士德语区和罗曼地之间存在着语言和文化边界，这条边界也被称为土豆饼鸿沟。
在这条边界以东，瑞士德语区内部还有一条名为布吕尼希-纳普夫-罗伊斯线的方言边界，它也是一条文化边界。
在瑞士的教育系统中，巴塞尔城市州、巴塞尔乡村州、索洛图恩州、伯尔尼州和上瓦莱州规定法语为小学生学习的第一外语；在格劳宾登州的德语区，意大利语是第一外语；其余的德语州将英语定为第一外语。这从侧面反映了瑞士德语区的文化多元性。

## 文化
与法语区和意大利语区一样，瑞士德语区的文化和精神生活主要面向其他德语国家和地区。与此同时，德语区也与瑞士拉丁语族区有着频繁的文化交流，他们的一些风俗习惯对德语区产生了显著影响。

### 艺术馆和博物馆
下文列举了瑞士德语区最重要的艺术馆和博物馆。

#### 艺术馆

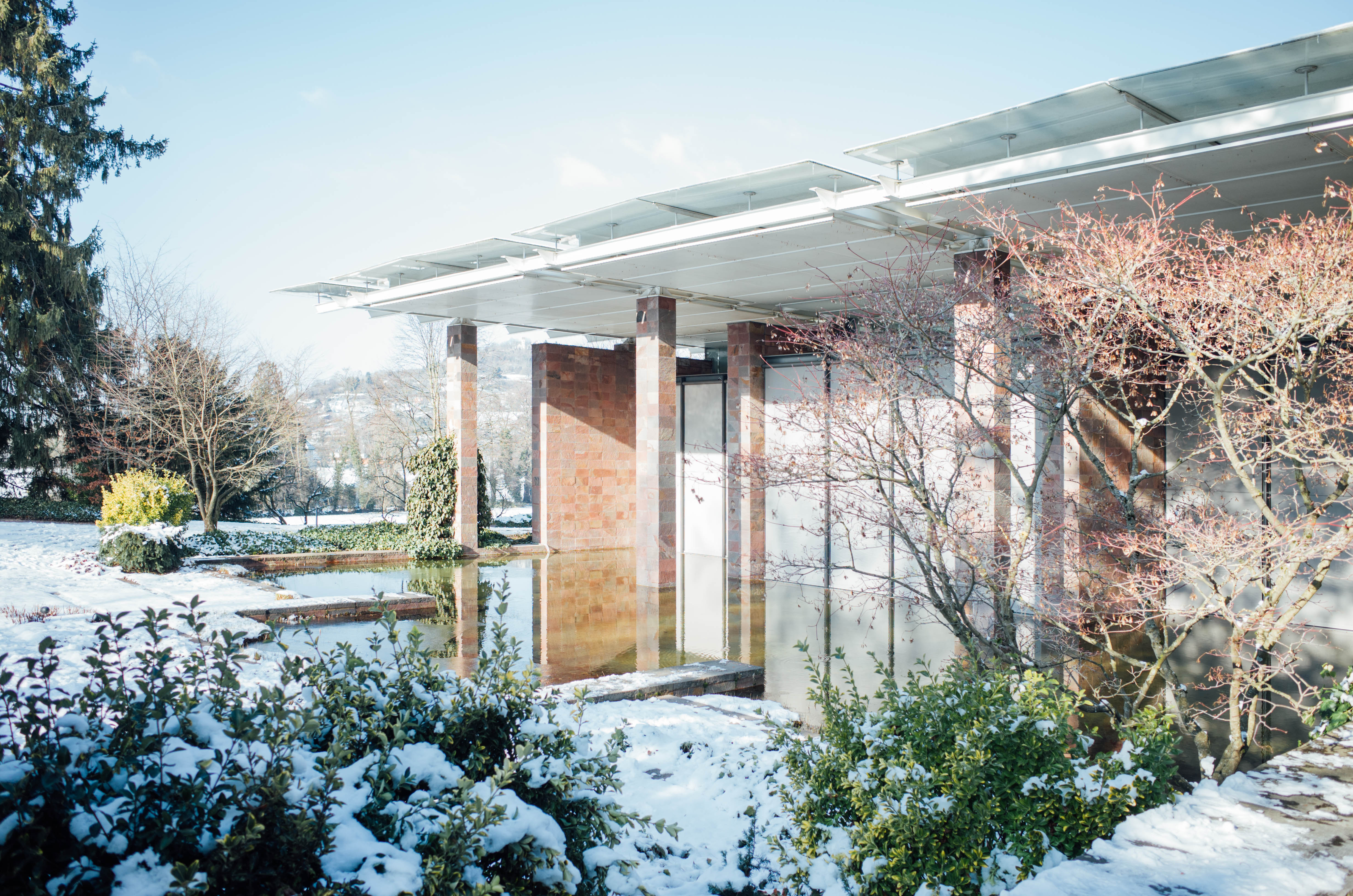
位于巴塞尔里恩的贝耶勒基金会美术馆是瑞士参观人数最多的艺术馆之一

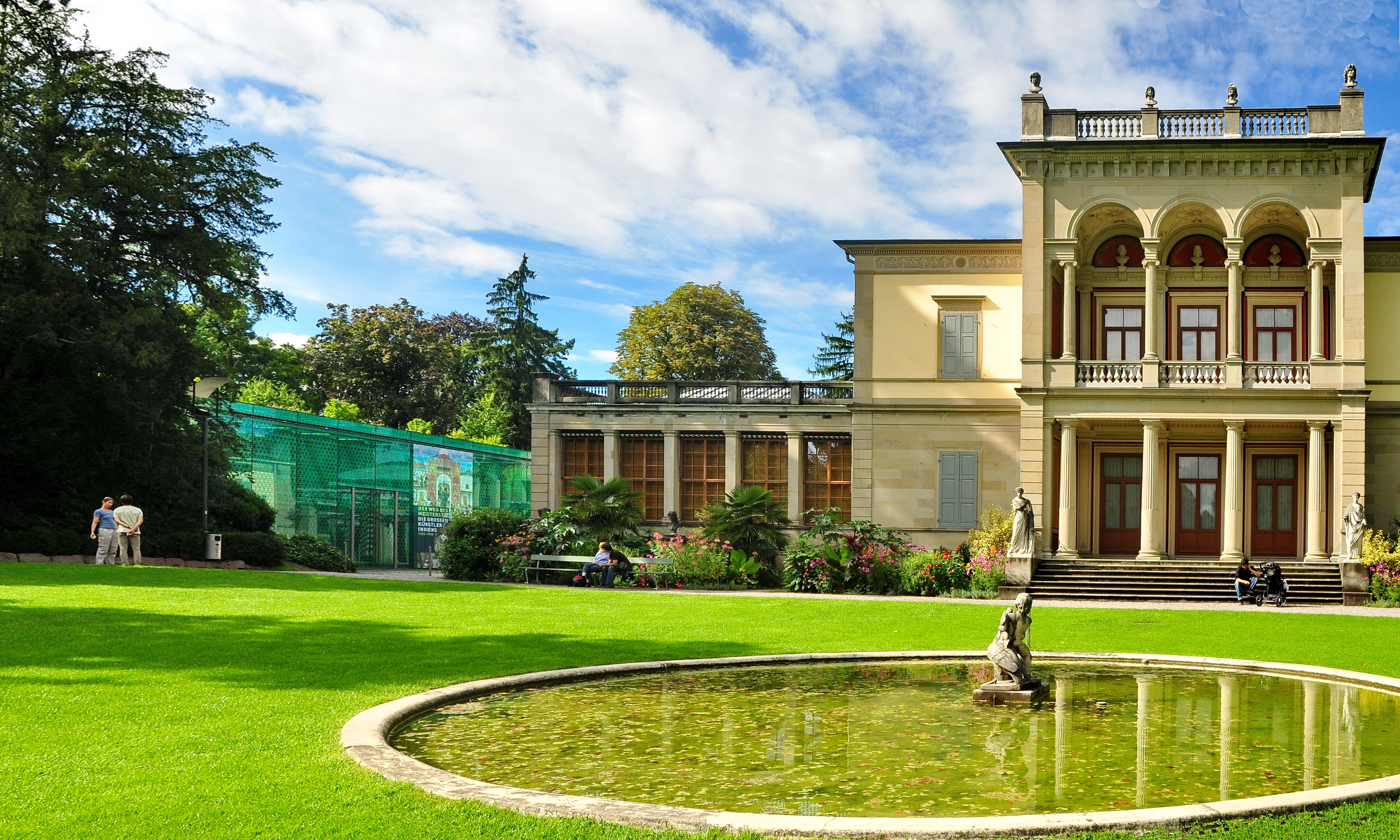
位于苏黎世的里特贝格博物馆是瑞士最大的非欧洲艺术展览馆

巴塞尔美术馆是瑞士历史最悠久也是最大的美术馆。位于巴塞尔郊区市镇里恩的贝耶勒基金会美术馆是瑞士参观人数最多的艺术馆之一，其古典现代主义风格的艺术品扬名海外。巴塞尔拥有国际影响力的艺术馆还有建成于1872年的巴塞尔艺术馆，现在是当代艺术交流的中心；以及赫尔佐格和德梅隆建筑事务所在巴塞尔郊区市镇明兴施泰因设计建造的舒拉格美术馆。巴塞尔的著名艺术馆还有丁格利博物馆，它展出同名艺术家尚·丁格利和同时代艺术家的作品。
苏黎世美术馆的历史可以追溯到1787年，是苏黎世最著名的美术馆。该美术馆收藏了在挪威之外最多的爱德华·蒙克的作品和阿尔伯托·贾科梅蒂的大量重要作品。同样重要的还有布尔勒收藏展览馆和苏黎世恩格区的里特贝格博物馆，后者是瑞士唯一的非欧洲艺术展览馆。
联邦城市伯尔尼同样拥有举世闻名的艺术馆。伯尔尼美术馆成立于1879年，拥有自中世纪至当代的众多美术展品。较为有名的还有保罗·克利中心和1918年成立的伯尔尼艺术馆，后者收藏了大量当代艺术作品。
瑞士东部最重要的艺术馆是建成于1877年的圣加仑美术馆，主要收藏展出17世纪荷兰油画、19世纪瑞士、德国和法国的艺术品、阿彭策尔农民画和世界范围内的现代艺术作品。
瑞士德语区有一定影响力的美术馆还有建成于1916年的温特图尔美术馆、建成于1902年的索洛图恩美术馆和设立于1933年的卢塞恩美术馆。卢塞恩美术馆现位于法国建筑师让·努维尔设计的卢塞恩文化和会议中心内部。

#### 博物馆
瑞士国立博物馆的主体部分苏黎世国立博物馆，其历史可追溯至1898年，是瑞士参观人数最多的博物馆。始建于719年的圣加仑修道院图书馆是瑞士最大的修道院图书馆，1983年成为世界文化遗产。瑞士德语区重要的博物馆还有巴塞尔历史博物馆、巴塞尔自然史博物馆、伯尔尼历史博物馆（瑞士第二大的历史博物馆）、弗劳恩费尔德城堡、巴塞尔文化博物馆和位于卢塞恩的瑞士交通博物馆。古罗马遗迹奥古斯塔·劳里卡位于巴塞尔乡村州奥格斯特，是瑞士重要的历史和考古学展览区域。巴伦伯格露天博物馆位于伯尔尼州霍夫施泰滕，汇集了瑞士各地的传统建筑。

### 文学家和艺术家

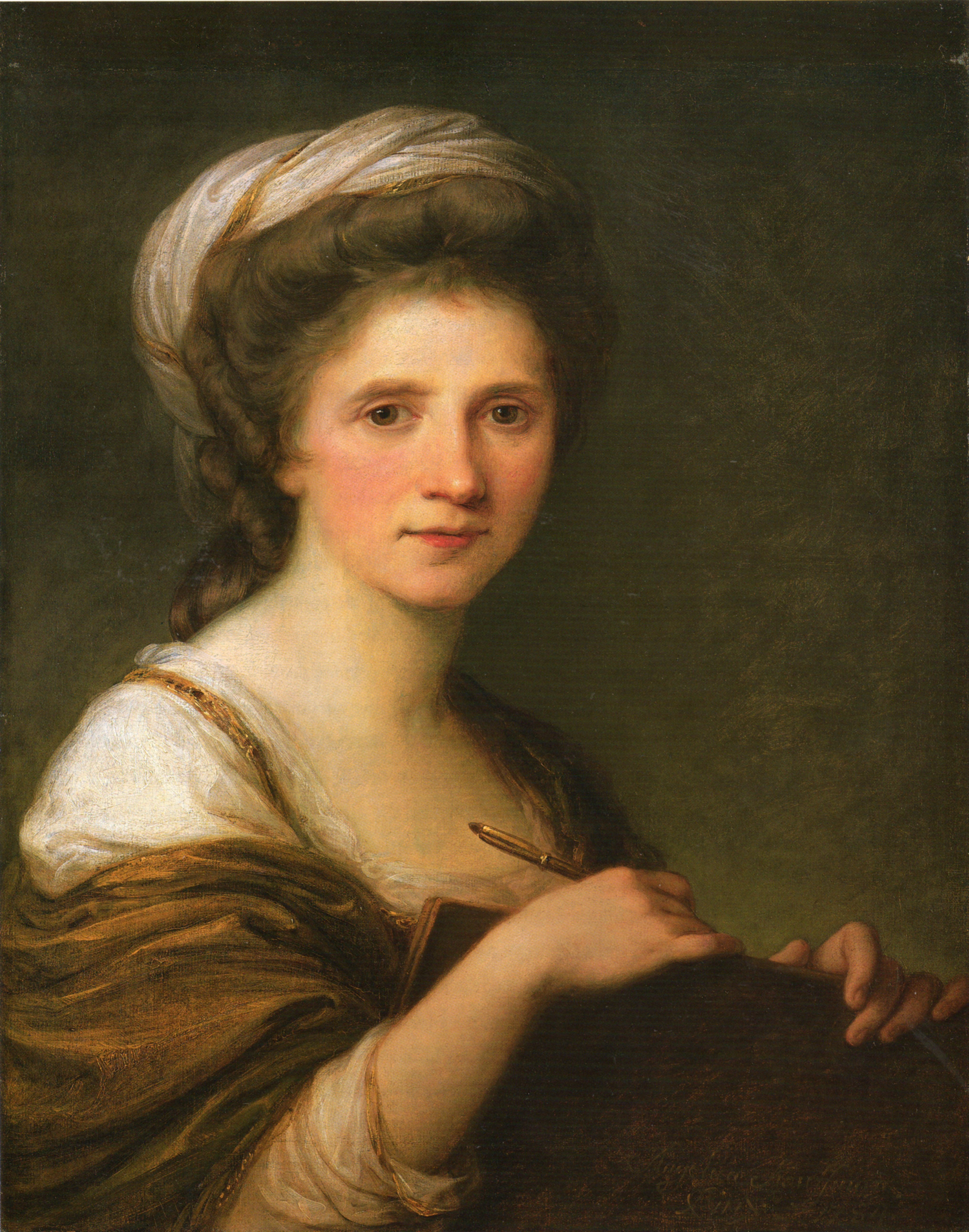
安吉莉卡·考夫曼

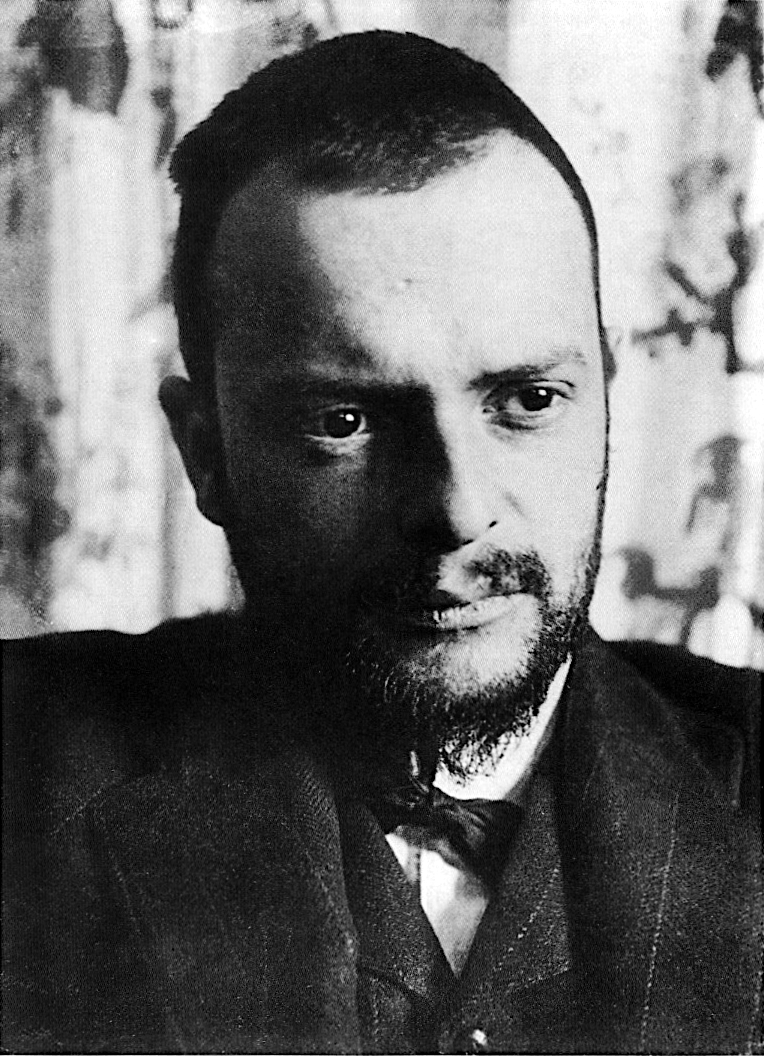
保罗·克利

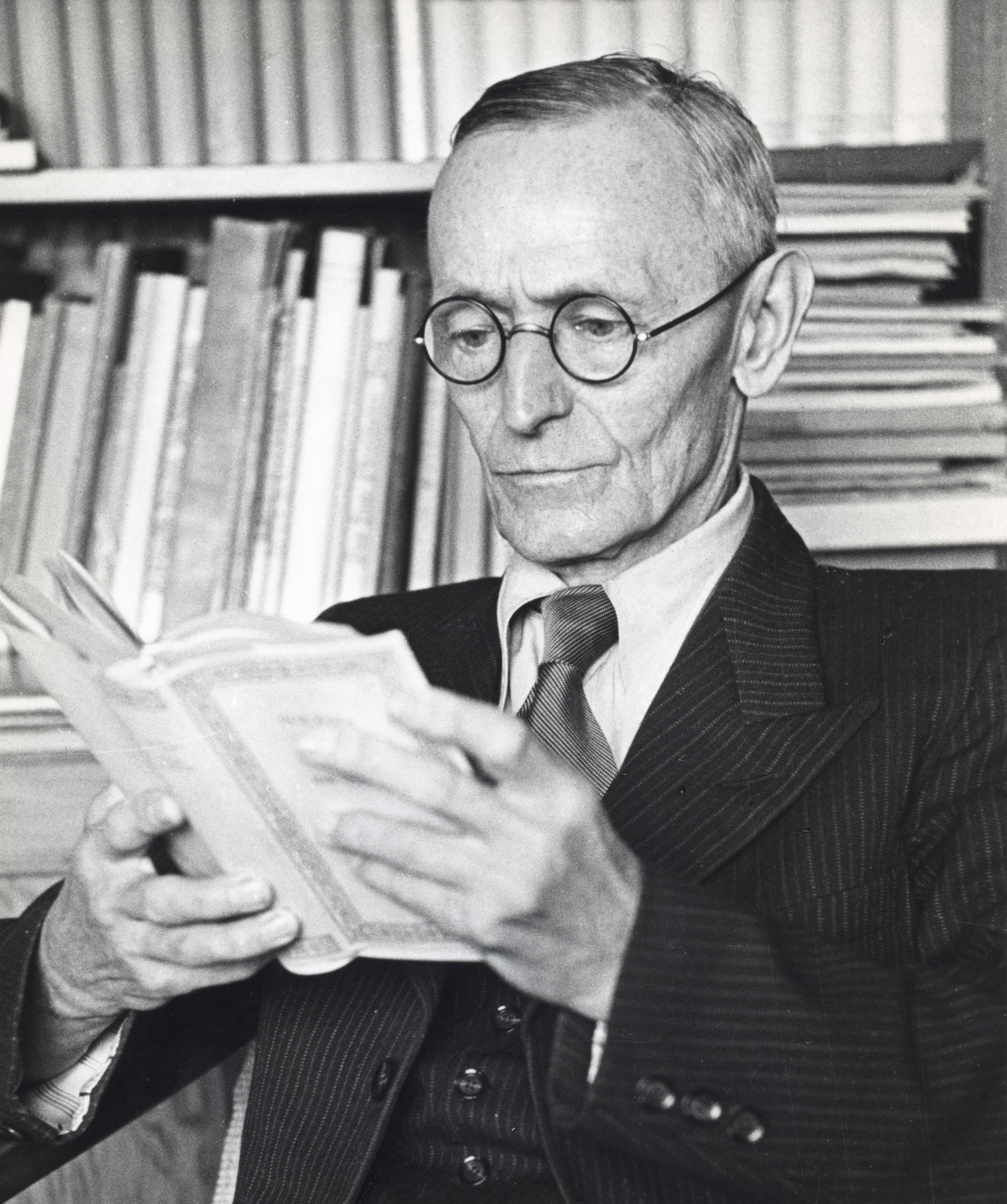
赫尔曼·黑塞

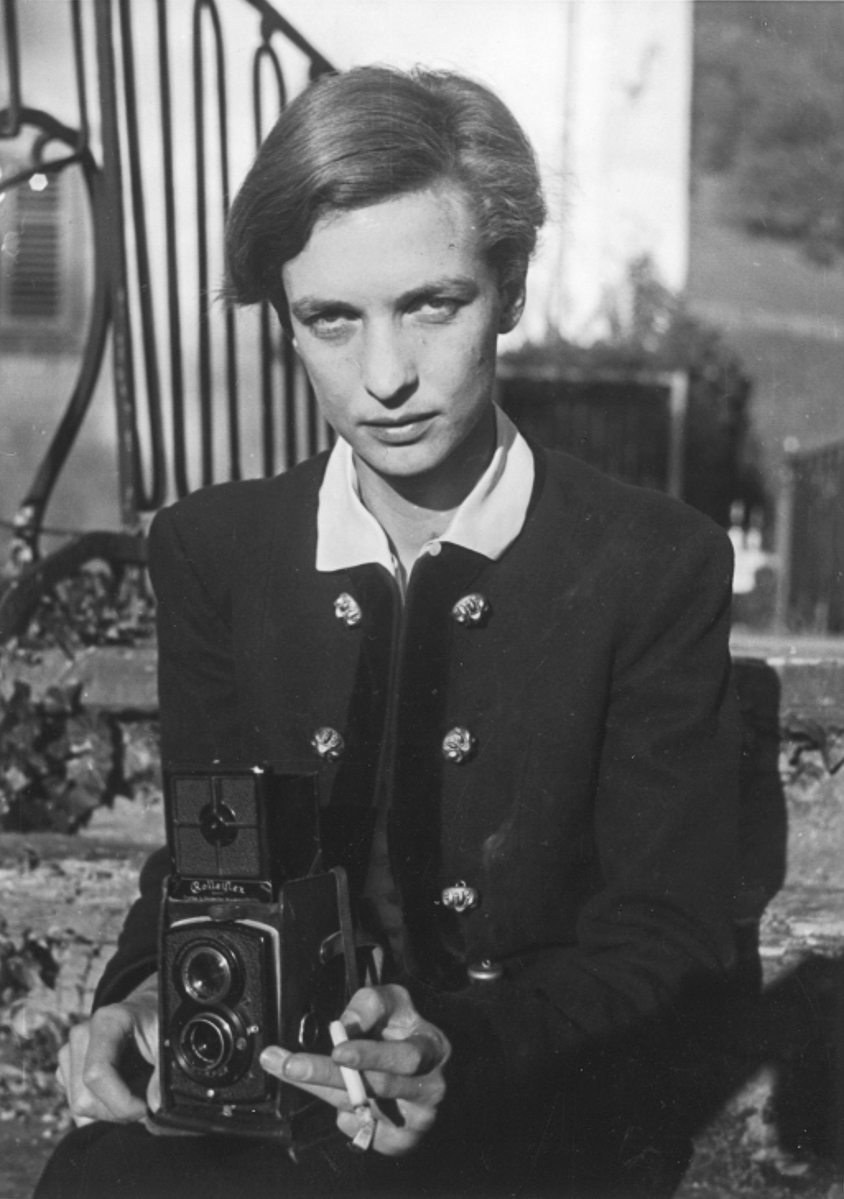
安妮玛丽·施瓦岑巴赫

下文按照时间顺序列举了瑞士德语区的部分知名文学家和艺术家。
瑞士德语区的知名画家有成名于宗教改革和文艺复兴时期，来自巴塞尔的小汉斯·霍尔拜因和伯尔尼的尼克劳斯·曼努埃尔。在18世纪，格劳宾登州女画家安吉莉卡·考夫曼也拥有巨大的国际影响力。19世纪以后，苏黎世作家和现实主义抒情诗人康拉德·费迪南德·迈耶、作家耶雷米阿斯·戈特赫尔夫、戈特弗里德·凯勒和约翰娜·施皮里都是有影响力的文学巨匠。在这之后有出生于双语城市比尔的大作家罗伯特·瓦尔泽。
19世纪下半叶以来，瑞士德语区重要的艺术家有伯尔尼的费迪南德·霍德勒（他也与瑞士法语区有着密切联系）、艾伯特·安克尔、在巴塞尔出生的阿诺德·勃克林和索洛图恩州的库诺·阿密特。
20世纪瑞士德语区文坛的知名人物有弗里德里希·迪伦马特（后来他移居到法语区的纳沙泰尔州）和马克斯·弗里施，他们的作品被誉为反映当时瑞士德语区生活的镜子。较有名望的文学家还有阿道夫·慕施克和胡戈·罗切尔。20世纪瑞士德语区的知名艺术家还有让·阿尔普、苏菲·陶柏·阿尔普、马克斯·比尔、保罗·克利、梅雷特·奥本海姆、皮皮洛蒂·瑞斯特和伊雷娜·佐京登。
从20世纪开始，众多德语文学家将瑞士（尤其是瑞士德语区）作为他们流亡和移居的目的地。在他们中最著名的有赫尔曼·黑塞（后来移居意大利语区的提契诺州）、移居苏黎世的德国犹太女诗人埃尔莎·拉斯克-许勒、移居达沃斯的恩斯特·路德维希·克尔希纳、弗兰茨·马尔克和移居苏黎世湖沿岸的托马斯·曼家族成员。在苏黎世，托马斯·曼的长女艾莉卡·曼和儿子克劳斯·曼与出生于塔尔维尔的女作家、摄影师安妮玛丽·施瓦岑巴赫有着密切联系。与此同时，在20世纪20年代，德国哲学家瓦尔特·本雅明和犹太哲学家哥舒姆·舒勒姆刚从伯尔尼大学毕业。

## 高校

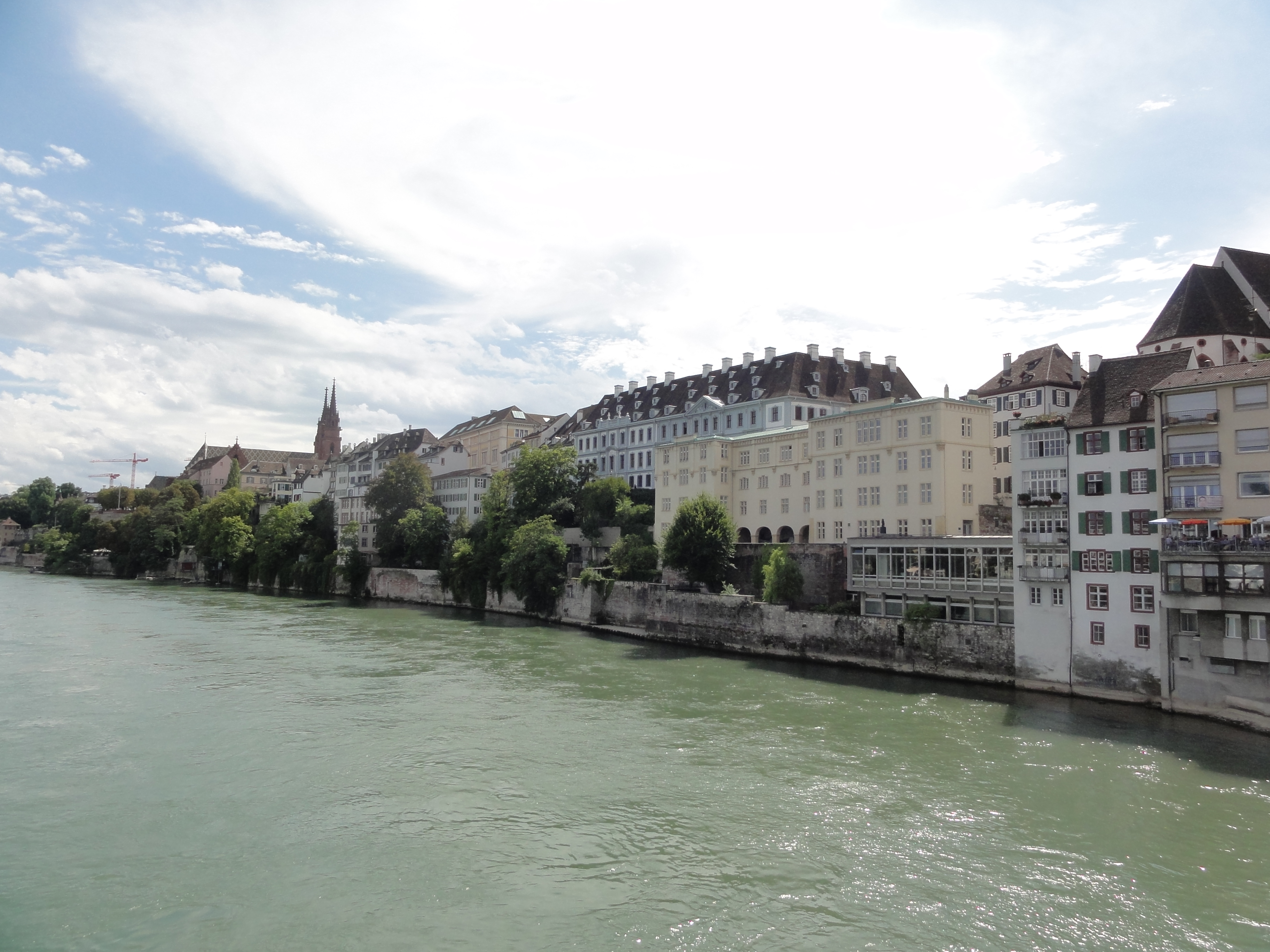
巴塞尔大学是瑞士最古老的大学

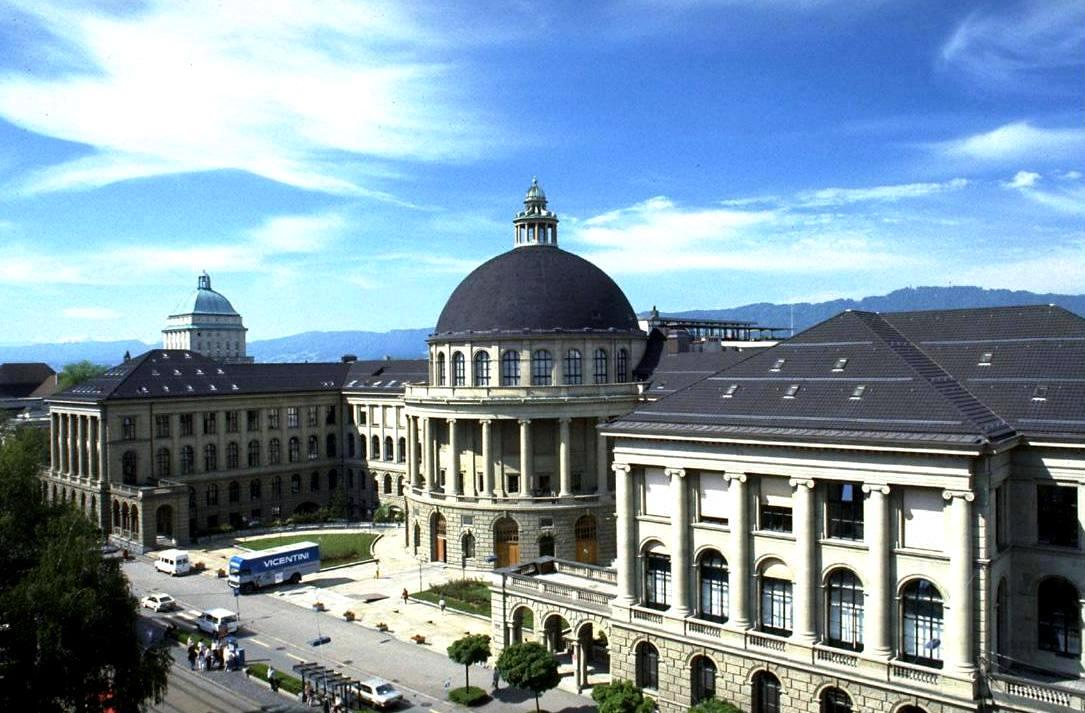
苏黎世联邦理工学院是世界著名高校

瑞士德语区共有六所综合性大学，分别位于巴塞尔、伯尔尼、卢塞恩、圣加仑、苏黎世和双语城市弗里堡。著名的苏黎世联邦理工学院也位于瑞士德语区。
- 巴塞尔大学成立于1460年，是瑞士最古老的大学。在19世纪以前，该校是瑞士唯一一所具有大学地位的高校。巴塞尔大学是欧洲人文主义的摇篮之一，德西德里乌斯·伊拉斯谟、帕拉塞尔苏斯、雅各·布克哈特、弗里德里希·尼采、玛丽昂·登霍夫（德语：Marion Gräfin Dönhoff）、卡尔·雅斯贝尔斯和卡尔·巴特等思想家或学者曾在这里就读或任教。该校校友中还有九位诺贝尔奖得主和两位瑞士联邦主席。在2018年共有12,000名学生在该校就读[19][20]。

- 伯尔尼大学成立于1834年，由取代了贵族统治的自由主义政府根据洪堡教育理念（德语：Humboldtsches Bildungsideal）建立。该校前身是建立于1528年宗教改革时期，培训教士的神学院。1805年伯尔尼政府将神学院重组为拥有四个学科的学院。爱因斯坦曾担任该校的理论物理学教师，诺贝尔生理学或医学奖得主埃米尔·特奥多尔·科赫尔曾在医学院任职教授。伯尔尼大学现有近18,000名学生，是瑞士第二大综合类大学[21][22]。

- 卢塞恩大学建校于2000年，是瑞士最年轻的大学，也是瑞士最小的大学之一。因为宗教改革的缘故，巴塞尔大学不再培养天主教精英，而当时卢塞恩是天主教的堡垒，耶稣会以此为基地对抗加尔文主义，于是在嘉禄·鲍荣茂的倡议之下，卢塞恩耶稣会学院在1574年成立，该学院是卢塞恩大学的前身。1889年成立的弗里堡大学是瑞士第一所天主教大学，卢塞恩因此丧失将耶稣会学院扩建为天主教大学的机会。1920年，合并弗里堡和卢塞恩的神学院建立瑞士国家天主教大学的计划也失败了。后经全州公投，卢塞恩大学于2000年成立，现有近3,000名学生就读[23]。

- 圣加仑大学的前身是19世纪末成立的贸易与交通学院，1963年该校更名为圣加仑经济与社会科学学院。圣加仑大学现有约6,500名学生，是瑞士最小的大学之一。该校主要培养经济、公共行政和司法领域的专业精英。在2018年泰晤士高等教育-QS世界大学排名中，圣加仑大学排在400到500名之间[24]。

- 经过长期争论，苏黎世州议会在1833年通过了新的教育法，苏黎世大学也在这一年成立。苏黎世大学的前身是16和17世纪成立的若干所学院（医学院、法学院、政治学院、自然史和古代语言学院）。1866年，娜杰日达·苏斯洛娃（德语：Nadeschda Prokofjewna Suslowa）进入苏黎世大学，成为首个在瑞士大学就读的女性。苏黎世大学共有12名校友获得过诺贝尔奖，包括威廉·伦琴、特奥多尔·蒙森和爱因斯坦等等。2018年该校共有25,000名学生就读，是瑞士规模最大的大学[25][26]。

- 苏黎世联邦理工学院成立于1855年，是瑞士的两所联邦理工学院之一，也是世界最著名的理工大学之一。该校校友中有爱因斯坦、奥托·斯特恩和弗拉迪米尔·普雷洛格等29位诺贝尔奖得主，以及文德林·维尔纳和阿莱西奥·菲加利两位菲尔兹奖得主。该校现有来自120多个国家的20,000名学生，是瑞士规模最大的高校之一[27][28]。

## 区域划分
瑞士德语区内部可以划分为几个次区域，这些区域拥有自己的区域中心和各异的文化习俗。

### 瑞士西北部地区

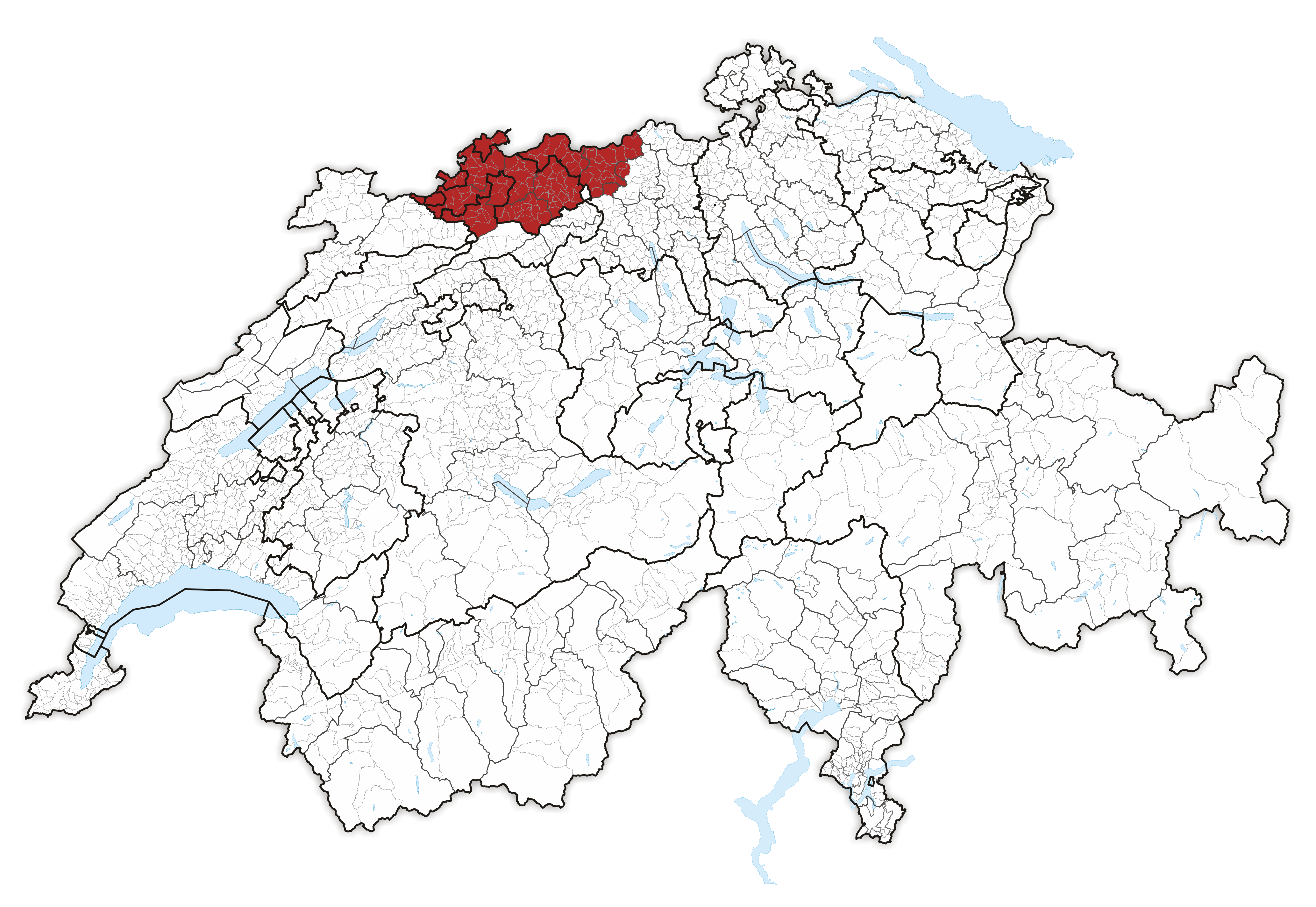
图中红色区域为瑞士西北部经济区

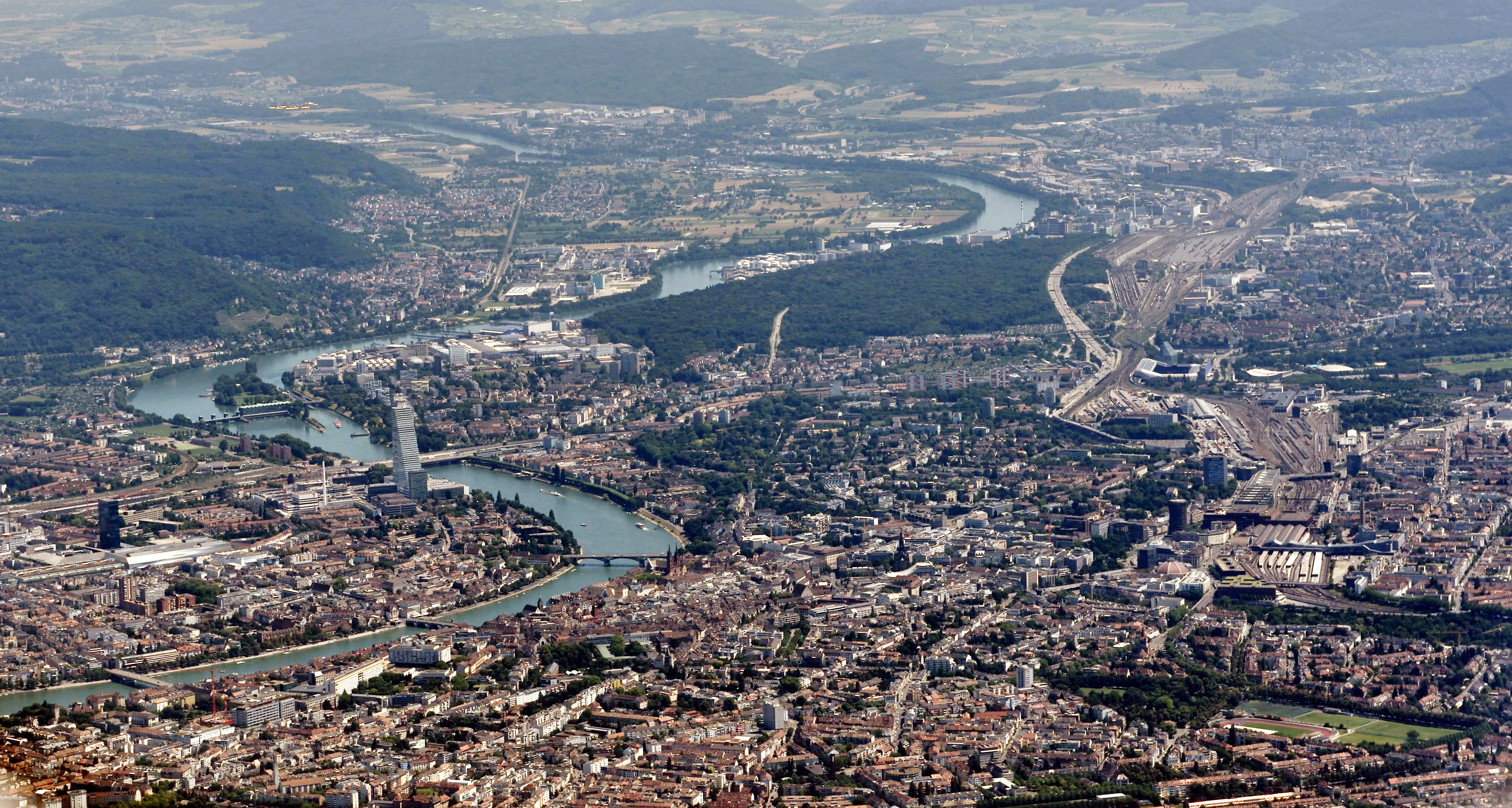
从西北方向俯瞰莱茵河转弯处的巴塞尔和临近市镇

瑞士西北部经济区由大巴塞尔地区组成，包括巴塞尔城市州、巴塞尔乡村州、阿尔高州的劳芬堡区和莱茵费尔登区以及索洛图恩州的多尔尼克区和蒂尔斯泰因区。该区域的经济与文化中心是巴塞尔，拥有瑞士最古老的大学巴塞尔大学、瑞士最大的艺术馆巴塞尔美术馆和国际清算银行的总部。巴塞尔也是化学和制药中心之一，诺华和罗氏两大跨国制药公司的总部都位于这里。

### 瑞士中部地区

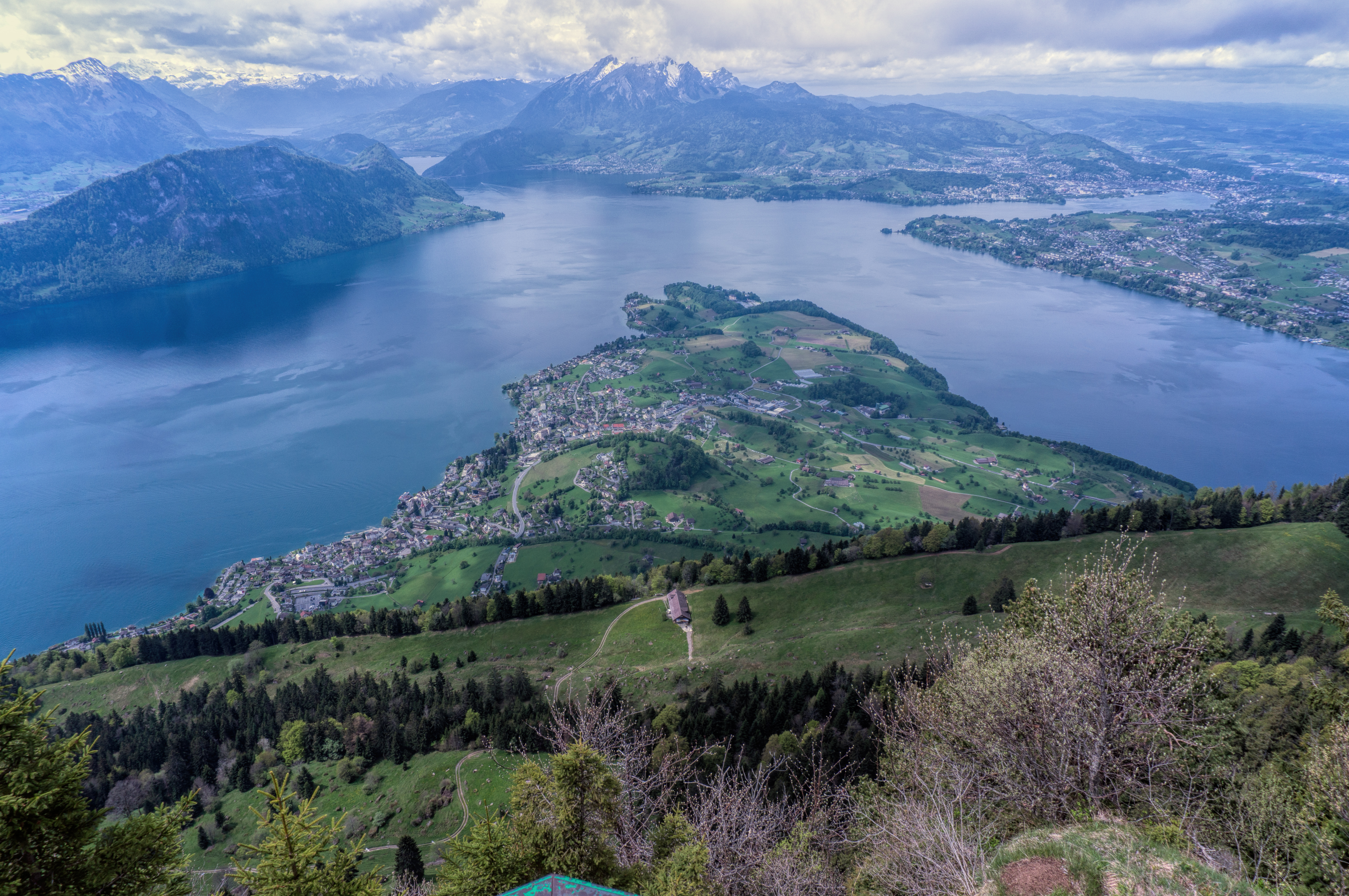
从瑞吉峰俯瞰四森林州湖

瑞士中部地区包括卢塞恩州、施维茨州、乌里州、上瓦尔登州、下瓦尔登州和楚格州。该地区的经济和文化中心是卢塞恩，联邦保险法院、成立于2000年的卢塞恩大学和卢塞恩文化和会议中心都位于这里。卢塞恩较为有名的还有卢塞恩音乐节和瑞士交通博物馆。

### 瑞士东部地区和苏黎世地区

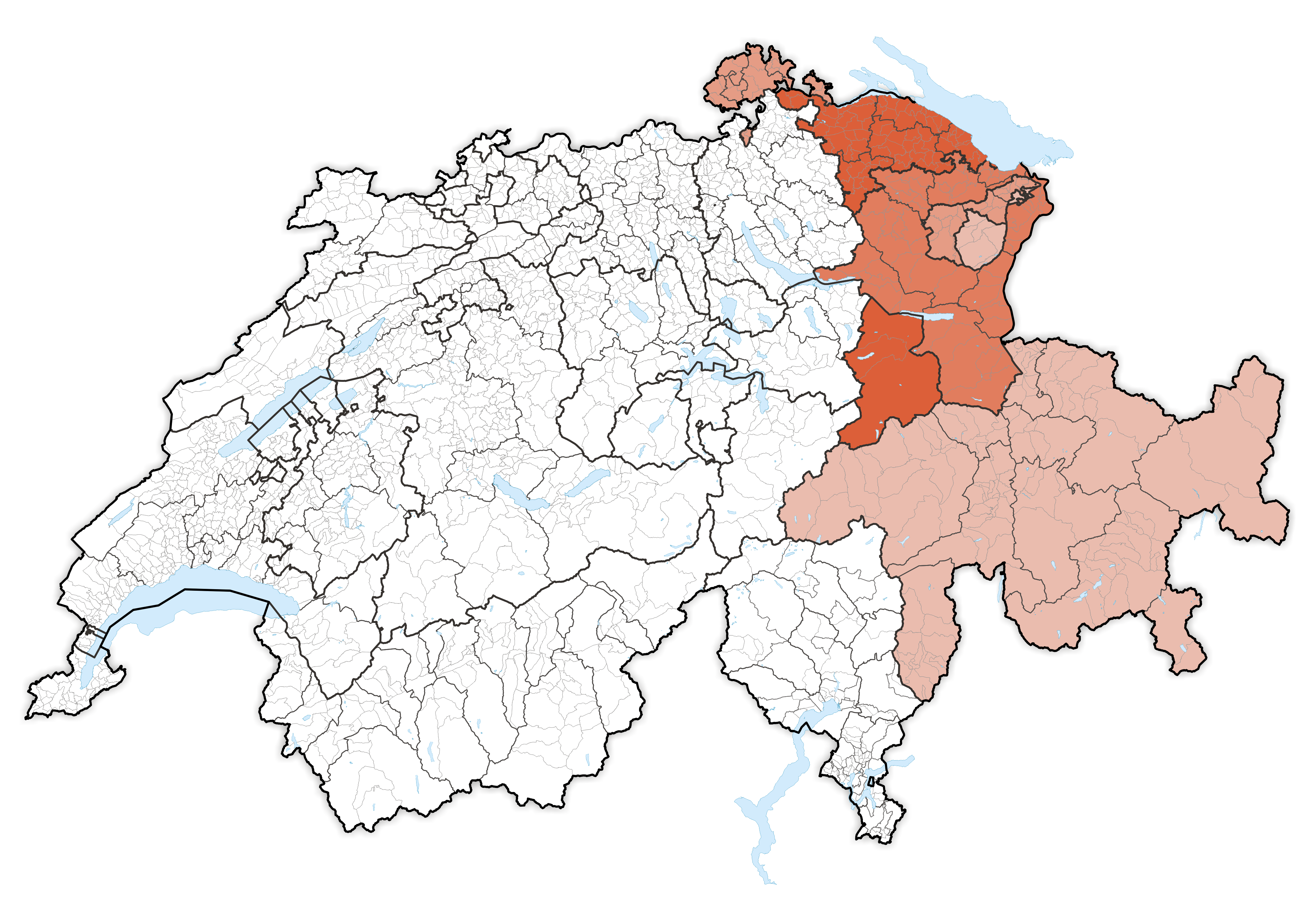
图中橙红色区域为瑞士东部地区

瑞士东部地区包括沙夫豪森州、图尔高州、圣加仑州、格拉鲁斯州、内阿彭策尔州、外阿彭策尔州全境和格劳宾登州的德语区。虽然苏黎世地区在文化上不属于瑞士东部，然而苏黎世是瑞士东部地区的经济和社会中心，因此与瑞士东部地区有着紧密联系。联邦行政法院和圣加仑大学位于该区域的主要城市圣加仑；沙夫豪森州是重要的钟表业中心；图尔高州和博登湖周边地区以其葡萄酒和苹果产业而闻名。
苏黎世及其周边区域是瑞士人口最多的区域，有着丰富的的文教设施和发达的金融业。苏黎世大学、苏黎世联邦理工学院、瑞士国家银行总部、瑞士证券交易所、瑞士最大的机场苏黎世机场（位于郊区市镇克洛滕）、国际足球联合会总部和苏黎世美术馆都位于这里。

### 中原地区和上瓦莱州

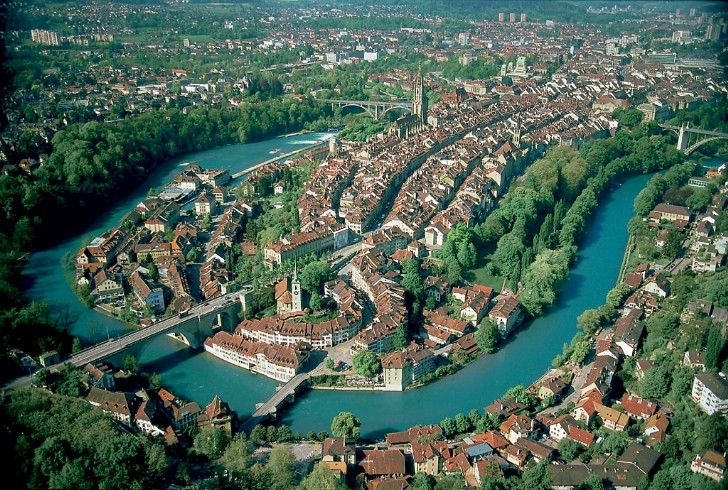
阿勒河环绕的伯尔尼老城区

中原地区由弗里堡州和索洛图恩州以及伯尔尼州的部分地区组成，区域中心是伯尔尼，次中心是比尔、弗里堡、图恩和索洛图恩。作为联邦城市，联邦宫和众多国家政府部门、瑞士国家银行的第二总部、伯尔尼大学、保罗·克利中心和伯尔尼美术馆都位于伯尔尼。
中原地区的次中心、弗里堡州的首府弗里堡是双语弗里堡大学、弗里堡艺术历史博物馆以及让·丁格力与尼基·德·圣法罗空间的所在地；斯沃琪集团总部所在地比尔是钟表业中心；索洛图恩被认为是瑞士最美丽的巴洛克城市，圣友尔苏士主教座堂位于该市。
上瓦莱州，即瓦莱州的德语区，位于瓦莱州东部的阿尔卑斯山麓，在经济和文化方面既与北部接壤的伯尔尼州，又与该州讲法语的其他区域，与瑞士法语区有着紧密联系。上瓦莱州的经济和文化中心是布里格和菲斯普。